# GEHAフィールド・アット・アローヘッド・スタジアム
GEHAフィールド・アット・アローヘッド・スタジアム (GEHA Field at Arrowhead Stadium) は、アメリカ合衆国ミズーリ州カンザスシティにあるスタジアム。NFL・カンザスシティ・チーフスのホームスタジアムである。2021年3月5日、GEHA（連邦政府従業員健康保険協会）が命名権を取得した。

## 概説
チーフスはミュニシパル・スタジアムを本拠地にしていたが、老朽化が進んでいたため、新球場建設計画が立ち上がった。当初は野球とアメリカンフットボールの兼用のドーム球場を予定していたが、この計画はデザインがなかなか定まらず、建設費用や収容人員の面でも懸念があったため、住民投票で認可されていたにもかかわらず後に破棄された。
こうした経緯のため、野球場とアメリカンフットボール用スタジアムを別々に建設することになった。1972年にアローヘッド・スタジアムが、翌73年にはロイヤルズ・スタジアムが完成。地元ミズーリ州出身のハリー・S・トルーマン元大統領の名を冠し「ハリー・トルーマン・スポーツ・コンプレックス」となった。
1984年、ジャクソン郡スポーツ複合施設機構（Jackson County Sports Complex Authority） は再びドーム球場建設を提案したが、不必要と判断され、その後現在まで変わらぬ姿を保っている。
1996年にMLSが設立されると、カンザスシティ・ウィザーズの本拠地にもなったが、2012年以降、ウィザーズはライブストロング・スポーティング・パークでプレーしている。
2024年、築52年と老朽化したスタジアムの大規模改修と、ロイヤルズ・スタジアムに代わるカンザスシティ・ロイヤルズの新本拠地建設のための売上税の提案が住民投票で否決され、リース期間が残り6年となったカンザスシティ・チーフスは本拠地移転も検討すると表明した。
2026年に開催される2026 FIFAワールドカップの会場として使用される予定で、会期中は施設命名権行使禁止規定により、名称を「カンザスシティスタジアム」に変更する。

## 主要な出来事

### アメリカン・フットボール

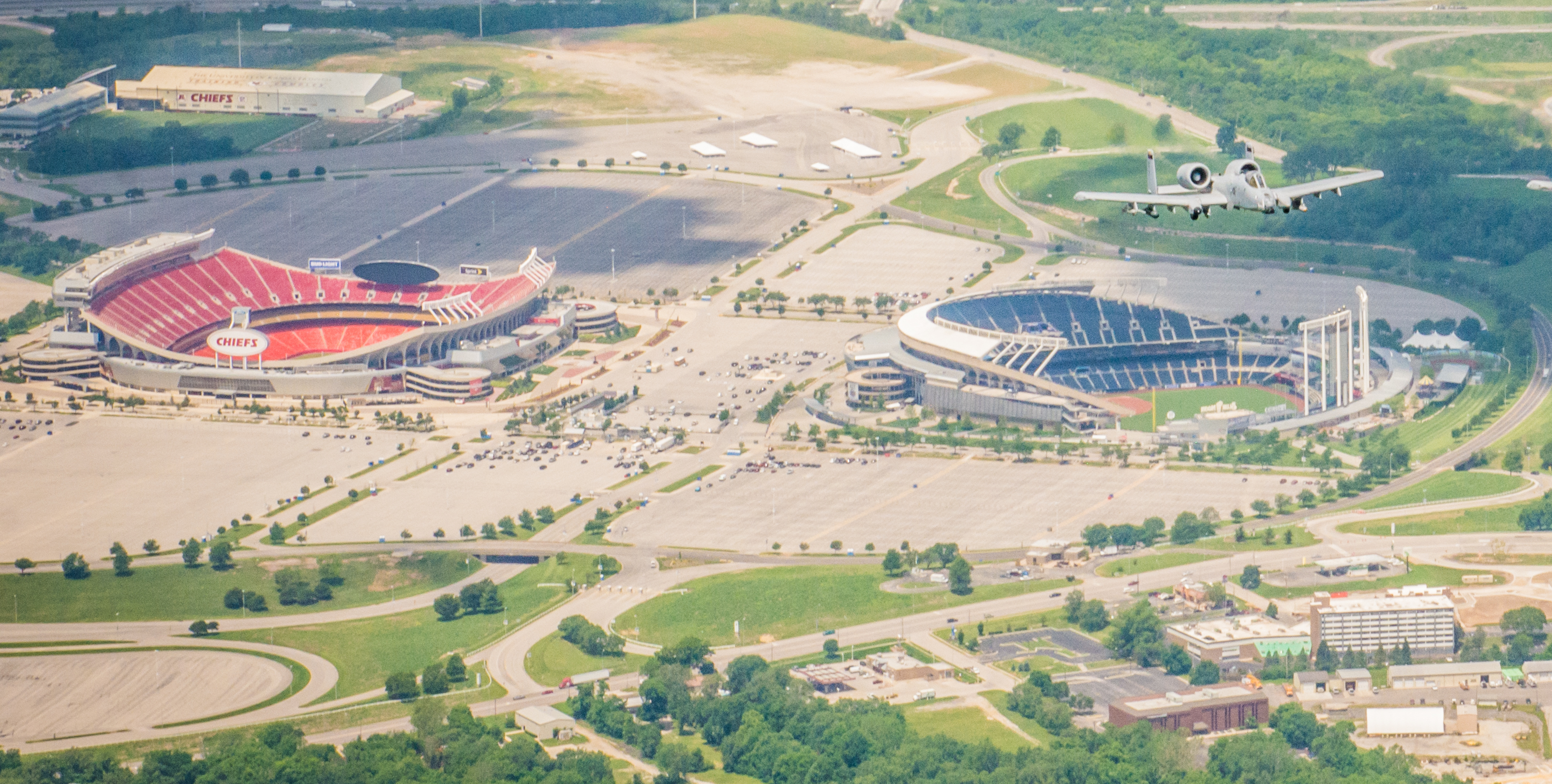
ハリー・トルーマン・スポーツ・コンプレックス。フットボールのアローヘッド・スタジアムと野球のカウフマン・スタジアムが、広大な来客者用駐車場に取り巻かれている

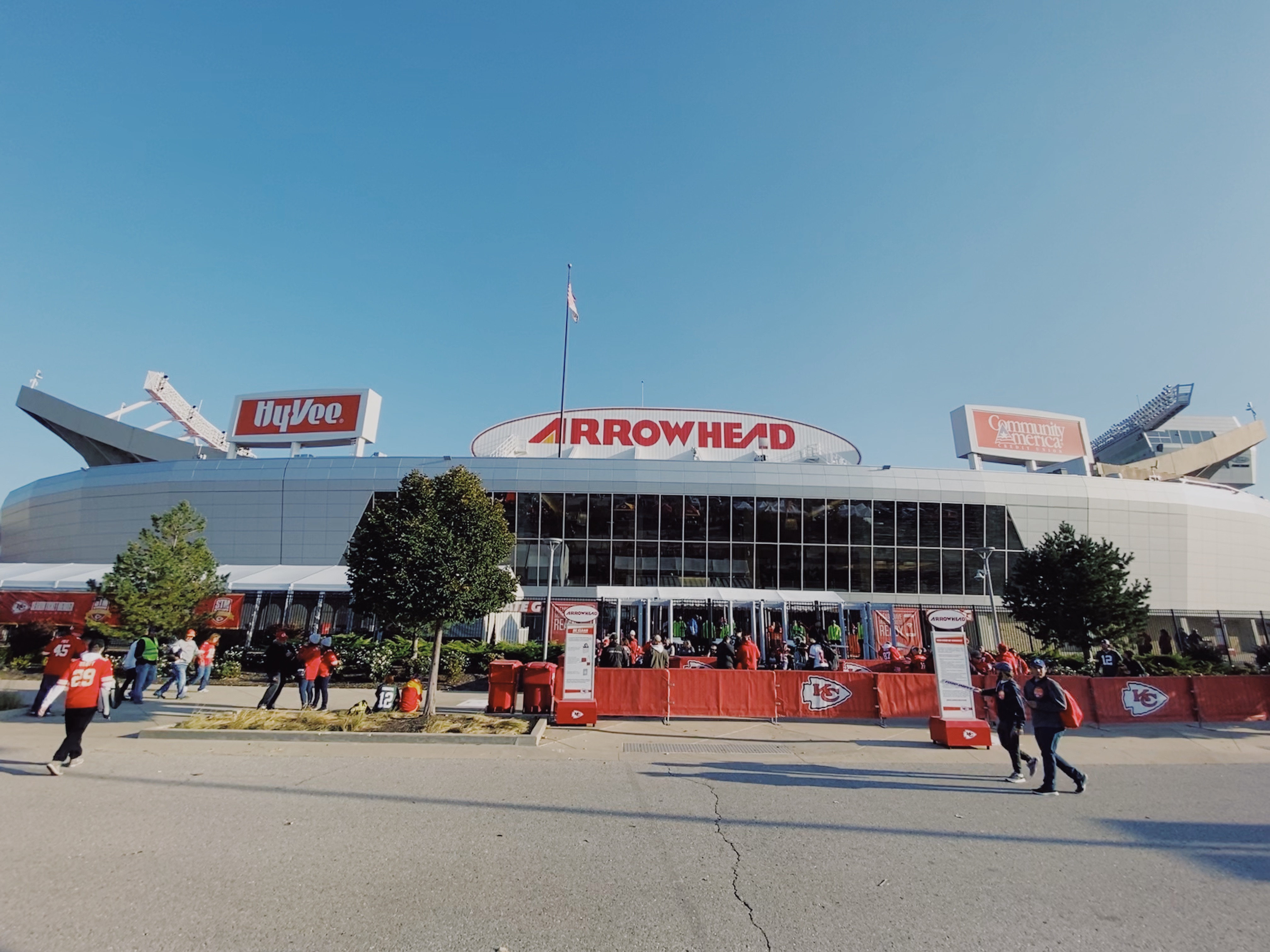
アローヘッド・スタジアムの外観

- 1972年8月12日、アリゾナ・カージナルス戦で開場（チーフス 24-14 カージナルス）。
- 1974年1月20日、NFLのオールスターゲーム「プロボウル」開催 (AFC 15-13 NFC)。
- 2000年12月2日、NCAAカレッジフットボール・ビッグ12カンファレンスの北地区1位と南地区1位が対戦する「ビッグ12チャンピオンシップ・ゲーム」開催（オクラホマ・スーナーズ 27-24 カンザスステート・ワイルドキャッツ）。
- 2003年12月6日、ビッグ12チャンピオンシップ・ゲーム開催（カンザスステート・ワイルドキャッツ 35-7 オクラホマ・スーナーズ）。
- 2004年12月4日、ビッグ12チャンピオンシップ・ゲーム開催（オクラホマ・スーナーズ 42-3 コロラド・バファローズ）。
- 2006年12月2日、ビッグ12チャンピオンシップ・ゲーム開催（オクラホマ・スーナーズ 21-7 ネブラスカ・コーンハスカーズ）。

### サッカー
- 1996年4月13日、コロラド・ラピッズ戦でMLS公式戦初開催。